# Handebol nos Jogos Pan-Americanos Júnior de 2025
As competições de handebol na II edição dos Jogos Pan-Americanos Júnior de 2025 estão sendo disputadas entre os dias 10 a 21 de agosto.
As seleções vencedoras garantem vaga direta para os Jogos Pan-Americanos de 2027.

## Calendário
| Agosto   | 10 | 11 | 12 | 13 | 14 | 15 | 16 | 17 | 18 | 19 | 20 | 21 | 22 |
| -------- | -- | -- | -- | -- | -- | -- | -- | -- | -- | -- | -- | -- | -- |
| Handebol |    |    |    |    |    | 1  |    |    |    |    |    | 1  |    |

|  | Dia de competição |  | Dia de final |

## Medalhistas
| Evento    | Ouro | Prata | Bronze |
| --------- | --- | --- | --- |
| Feminino  | Ana Nunes Maria Martins Maria Rodrigues Eduarda Borges Samanta de Oliveira Ana Machado Beatriz Rodrigues Yasmin Ferreira Nhauany Teixeira Rayanne Gama Raquel Ladeia Sophia Kieling Luana Flores Lorena Loyane BRA Brasil | Sofia Gull Mara Lopez Miranda Kruk Kiara Manzo Florencia Carrasco Isabela Patrone Delfina Arzola Zoe Oriolo Mora Carballo Catalina Losarcos Valentina Stanich Helena Molina Lola Nuñes Xiomara Sokalski ARG Argentina | Anna Macke Milagros Samaniego Victoria Pellegrini Renata Sosa Karen Cantero Ximena Palma Maria Arzamendia Luana Perez Valentina Lombardo Giovana Silva Ivana Ibañez Fiorella Enriquez Maria Paz Quiñonez Vannia Recalde PAR Paraguai |
| Masculino | | | |

## Quadro de Medalhas

### Masculino
| Ordem | País | Medalha de ouro | Medalha de prata | Medalha de bronze | Total |
| ----- | ---- | --------------- | ---------------- | ----------------- | ----- |
| 1     |      | 1               | 0                | 0                 | 1     |
| 2     |      | 0               | 1                | 0                 | 1     |
| 3     |      | 0               | 0                | 1                 | 1     |

### Feminino
| Ordem | País          | Medalha de ouro | Medalha de prata | Medalha de bronze | Total |
| ----- | ------------- | --------------- | ---------------- | ----------------- | ----- |
| 1     | BRA Brasil    | 1               | 0                | 0                 | 1     |
| 2     | ARG Argentina | 0               | 1                | 0                 | 1     |
| 3     | PAR Paraguai  | 0               | 0                | 1                 | 1     |

### Geral
| Ordem | País          | Medalha de ouro | Medalha de prata | Medalha de bronze | Total |
| ----- | ------------- | --------------- | ---------------- | ----------------- | ----- |
| 1     | BRA Brasil    | 1               | 0                | 0                 | 1     |
| 2     | ARG Argentina | 0               | 1                | 0                 | 1     |
| 3     | PAR Paraguai  | 0               | 0                | 1                 | 1     |